# Константин I Грузијски
Константин I (грузијски: კონსტანტინე I; умро 1412) је био краљ Грузије од 1405. или 1407. године, до своје смрти 1412. године. Он је заједнички предак свих преживелих грана династије Багратиона.

## Биографија
Константин је био старији син грузијског краља Баграта V и његове друге жене, краљице Ане од Трапезунта. Његови бака и деда по мајци били су цар Алексије III Велики Комнин и царица Теодора Кантакузин.
Године 1400. Константин је послат у дипломатску мисију код турско-монголском војсковође кана Тимура (Тамерлана) који је наставио немилосрдни и разорни рат против Грузије. Након тога, он је узалуд захтевао од свог полубрата краља Ђорђа VII да склопи мир са каном Тимуром. 1402. године, Константин се заједно са кнезом Јоаном Џакелијем од Самчеа потчинио кану Тимуру, али никада није учествовао у рату против Грузије. Наследио је 1407. године, полубрата краља Ђорђа VII као краљ и покренуо је програм обнове оног што је било уништено током Тимурових похода. Око 1411. године, удружио се са ширваншахом Ибрахимом I и владаром Шаки Сидија Ахмеда да би се супротставио напредовању Туркмена Кара Којунлу на Кавказ. У одлучујућој бици код Чалагана, савезници су разбијени, а  краљ Константин I, његов полубрат Давид и Шерваншах Ибрахим I су заробљени. У заточеништву се понашао бахато и разбеснели туркомански принц Кара Јусуф је наредио да се он, Давид и 300 грузијских племића погубе. Кара Јусуф је својом руком убио краља Константина I.

## Породица
Краљ Константин I је био ожењен Натиом, ћерком Куцне, принца-чемберлана (амиреџибија) од Грузије. Мало је доступних информација о Натијиној породици: то је можда била династија Кхуртсидзеа из Самцкхеа или Габелисдзеа, наводних предака породице Амиреџиби, из Шида Картлија. Сам Кутна је око 1386. године, био посланик у Цариграду.
Краљ Константин I је имао три сина, Александра, Баграта и Ђорђа, које је њихов отац прогласио за савладаре између 1405. и 1408. године.
- Александар (1390–1446), наследио је свог оца као краљ Грузије и владао је до абдикације са престола 1442. године.
- Ђорђе, кнез.
- Баграт, кнез.